# 井上正紀
井上 正紀（いのうえ まさのり）は、下総国高岡藩の第7代藩主。

## 略歴
明和7年（1770年）、尾張藩の附家老家である美濃国今尾藩主・竹腰勝紀の次男として生まれる。竹腰勝紀と高岡藩6代藩主・井上正国は共に徳川宗勝の実子であり、正国と正紀とは血縁上は叔父と甥の関係である。天明6年（1786年）8月9日、正国の養子となり、その娘を娶った。12月18日に従五位下、壱岐守に叙位・任官する。寛政3年（1791年）3月7日、正国の隠居により家督を継いだ。
文化3年（1806年）10月13日、死去。享年37。跡を三男の正瀧が継いだ。

## 系譜
父母
- 竹腰勝紀（実父）
- 井上正国（養父）

正室
- 京 ー 井上正国の娘

子女
- 井上清三郎、生母は京（正室）
- 井上正瀧（三男）生母は京（正室）
- 井上正忠
- 松前八之丞室
- 井上太郎室

## 登場作品
- 千野隆司『おれは一万石』（2017年9月12日発売　双葉文庫） ISBN 978-4-575-66850-6